# AC Весов
AC Весов (лат. AC Librae) — двойная затменная переменная звезда типа W Большой Медведицы (EW) в созвездии Весов на расстоянии (вычисленном из значения параллакса) приблизительно 10354 световых лет (около 3175 парсеков) от Солнца. Видимая звёздная величина звезды — от +14,6m до +13,9m. Орбитальный период — около 0,665 суток (15,959 часов).